# Повелительное наклонение в латинском языке
Повелительное наклонение (лат. modus imperativus) в латинском языке выражает приказание, волеизъявление, наставление или просьбу. Императив имеет две временные формы: первая — повелительное наклонение настоящего времени ( imperativus praesentis),  повелительное наклонение будущего времени (imperativus futuri); два залога - действительный (activum), страдательный (passivum). Латинский императив соответствует русскому повелительному наклонению.
Императив в латинском языке видов не имеет, поэтому на русский язык все его формы можно переводить как длительным, так и недлительным видом русского императива.

## Настоящее время

### Действительный залог
Форма императива 2-го лица ед. числа глаголов I, II и IV спряжений представляет собой чистую основу инфекта:
- I спряжение: ornā! украшай
- II спряжение: docē! учи!
- IV спряжение: audī! слушай

У глаголов III спряжения к глагольной основе добавляется -ĕ: teg-ĕ! покрывай!
Такую же форму императива во 2-м лице ед. числа имеют и глаголы III спряжения на -io: capĕ! бери!
Для образования формы императива 2-го лица мн. числа к основе инфекта присоединяется флексия -tĕ:
- I спряжение: ornā-te! украшайте
- II спряжение: docē-te! учите
- III спряжение: capĭ-te! берите
- IV спряжение: audī-te! слушайте

У глаголов правильного III спряжения окончание -tĕ во 2-м лице мн. числа присоединяется по общему правилу с помощью тематического гласного -ĭ: teg-ĭ-te! покрывайте!
Imperatīvus sing. глаголов ducĕre вести, (dicĕre) говорить, (facĕre) делать и ferre (нести) оканчиваются на согласный: duc! веди!; dic! говори!; fac! делай!; fer! неси!
Imperatīvus pl.: duc-ĭ-te! ведите!; dic-ĭ-te! говорите!; facĭ-te! делайте!; fer-te! несите! В архаичной латыни данные глаголы имели окончание -e.
Для выражения запрещения в латинском языке употребляется аналитическая форма, состоящая из сочетаний слов noli (sing.), nolīte (pl.) (noli, императив от глагола nolle не желать — букв.: не желай!; nolīte — букв.: не желайте!) и инфинитив глагола:

### Страдательный залог
В пассиве повелительное наклонения настоящего времени имеет окончания изъявительного наклонения 2-го лица множественного числа.

## Будущее время

### Общая характеристика
Повелительное наклонение в будущем времени употребляется для выражения действия, которое должно быть исполнено в будущем, формы эти, прежде всего, используются в юридическом языке, в формулах римского права, завещаниях и правовых актах.

### Действительный залог
Флексии 2-го и 3-го лица единственного числа совпадают: глагол в ед числе имеет аффикс -to. Во множественном числе 2-е лицо оканчивается на -tote, 3 лицо — -nto. Повелительное наклонение на -to, часто употреблявшееся в архаической латыни, в классической латыни практически не использовалось; исключение, пожалуй, составляли только юридические акты.

### Страдательный залог
Аффиксы 2-го и 3-го лица единственного числа совпадают: они суть -tor. 2-го лица множественного числа в пассиве не существует, 3-е лицо имеет окончание -ntor.